# 秃发赴单
秃发赴单（?—?），南凉宗室，河西鲜卑人，是南凉开国国王秃发乌孤的儿子。
414年，南凉灭亡，西秦王乞伏炽磐进入南凉国都乐都，任命秃发赴单为西平太守，镇守西平。任命赵恢为广武太守，镇守广武。把南凉太子秃发虎台和南凉的文武官员、百姓一万多户强行迁移到复枹罕。